# Muikkusaari (ö i Kajanaland, Kehys-Kainuu, lat 64,69, long 30,05)
Muikkusaari är en ö i Finland. Den ligger i sjön Murhijärvi och i kommunen Suomussalmi i den ekonomiska regionen  Kehys-Kainuu  och landskapet Kajanaland, i den östra delen av landet, 600 km nordost om huvudstaden Helsingfors. Öns area är 0,2 hektar och dess största längd är 70 meter i öst-västlig riktning.